# Макігумо (1942)
«Макігумо» (Makigumo, яп. 巻雲) — ескадрений міноносець Імперського флоту Японії типу «Югумо», який взяв участь у Другій світовій війні.

## Історія створення
Корабель був закладений 13 грудня 1940 року на верфі «Фуджінагата» в Осаці. Спущений на воду 5 листопада 1941 року, вступив у стрій 14 березня 1942 року.

## Історія служби
По завершенні будівництва «Макігумо» провів більш як два місяці за навчаннями, при цьому корабель включили до 10-ї дивізії ескадрених міноносців. Нарешті, наприкінці травня 1942-го «Макігумо» вийшов у перший далекий бойовий похід, разом зі ще 10 есмінцями та легким крейсером супроводжуючи «Кідо Бутай» — ударне авіаносне з'єднання адмірала Тюїті Наґумо. 4 червня в битві при Мідвеї «Кідо Бутай» зазнало катастрофічної поразки, при цьому «Макігумо» разом з «Кадзагумо» приймав уцілілих з авіаносця «Хірю», а потім добив його торпедою. Також есмінець підібрав 2 американських льотчиків з поміченого в морі рятувального плота, при цьому за кілька діб вони були страчені.
7 червня 1942-го «Макігумо» спрямували для підсилення угруповання, яке провадило операцію в Алеутському архіпелазі, де за єдиним планом із нападом на Мідвей японці зайняли два острови. За час цього походу японським кораблям так і не довелось вступити в бій і 24 червня «Макігумо» прибув до Йокосуки. Невдовзі після цього він перейшов до Омінато (важлива база ВМФ на північному завершенні острова Хонсю), а 28 червня вийшов звідси для супроводу сил флоту, які патрулювали на південний захід від Алеутських островів (у цей період сюди вийшов загін із 4 авіаносців, 3 важких та 3 легких крейсерів, для охорони яких залучили 15 есмінців). 11 липня «Макігумо» повернувся до Йокосуки.
7 серпня 1942-го союзники висадились на сході Соломонових островів, що започаткувало шестимісячну битву за Гуадалканал та змусило японське командування спрямовувати в регіон підкріплення та матеріальні запаси. 16 серпня «Макігумо» та ще 10 есмінців і легкий крейсер рушили з Японії як ескорт великого з'єднання надводних кораблів (включав 2 авіаносці, 1 легкий авіаносець, 2 лінкори та 2 важкі крейсери). Первісно планувалось, що з'єднання зайде на Трук (головна база японського ВМФ у Океанії, розташована в центральній частині Каролінських островів), проте японське командування вирішило пришвидшити операцію з проведення конвою з військами на Гуадалканал та 21 серпня наказало прямувати одразу в напрямку Соломонових островів. Спроба провести зазначений конвой призвела до битви 24 серпня 1942-го біля Східних Соломонових островів, під час якої «Макігумо» разом зі ще кількома есмінцями охороняв 2 авіаносці адмірала Наґумо. Рух конвою виявився остаточно перерваним 25 серпня унаслідок ударів літаків з островів Еспіриту-Санто та Гуадалканал, проте флот перебував у морі до початку вересня.
Існують відомості, що у вересні «Макігумо» взяв участь у операції флоту, який з 9 по 23 вересня 1942-го знову виходив з Труку в район північніше від Соломонових островів для прикриття операцій на Гадалканалі.
29 вересня — 1 жовтня 1942-го «Макігумо» пройшов до якірної стоянки Шортленд — прикритої групою невеликих островів Шортленд акваторії біля південного завершення острова Бугенвіль, де зазвичай відстоювались легкі бойові кораблі та перевалювались вантажі для подальшого відправлення далі на схід Соломонових островів. Після цього «Макігумо» 3, 5 та 9 жовтня виходив для доправлення підкріплень на Гуадалканал.
10 жовтня 1942-го «Макігумо» полишив Шортленд в межах операції головних сил, які знову вийшли для патрулювання північніше від Соломонових островів. В цьому випадку «Макігумо» разом зі ще 6 есмінцями та легким крейсером прикривав авангард адмірала Абе, головна сила якого складалась із 2 лінкорів та 3 важких крейсерів. У останній декаді місяця вихід завершився битвою біля островів Санта-Круc, під час якої «Макігумо» разом з есмінцем «Акігумо» добили торпедами корпус полишеного ворожого авіаносця «Хорнет». 3 жовтня «Макігумо» прибув на Трук.
3—5 листопада 1942-го «Макігумо» разом зі ще 5 есмінцями охороняли 2 важкі крейсери, що пройшли з Труку до якірної стоянки Шортленд (прикрита групою невеликих островів Шортленд акваторія біля південного завершення острова Бугенвіль, де зазвичай відстоювались бойові кораблі та перевалювались вантажі для відправлення їх далі на схід Соломонових островів). 10 листопада «Макігумо» у складі групи есмінців вийшов у транспортний рейс до Гуадалканалу, причому на зворотному шляху мав на борту майже шість сотень поранених та хворих бійців.
Тим часом японське командування готувало проведення до острова великого конвою з підкріпленнями (що в підсумку вилилось у вирішальну битву надводних кораблів біля Гуадалканалу). За японським задумом, напередодні підходу транспортів два лінкори мали провести артилерійський обстріл аеродрому Гендерсон-Філд (за місяць до того така операція була здійснена доволі вдало), втім, у ніч проти 13 листопада біля Гуадалканалу цей загін перестріло американське з'єднання із крейсерів та есмінців, яке зазнало значних втрат, проте зірвало обстріл аеродрому. Як наслідок, був екстрено сформований інший загін для обстрілу аеродрому, який включав 2 важкі та 1 легкий крейсер, охорону яких мали забезпечувати «Макігумо» та ще 3 есмінці. Вранці 13 листопада кораблі полишили Шортленд (неподалік від нього авіація пошкодила один есмінець, який не зміг продовжувати похід), а в ніч проти 14 числа відбулось бомбардування Гендерсон-Філд. Декілька літаків були знищені, кілька десятків пошкоджено, проте основні сили авіаційного угруповання могли й далі діяти, що відіграло вирішальну роль у розгромі транспортного конвою, який відбувся 14 листопада. Цілями для атак стали і кораблі, що відходили після обстрілу, зокрема був потоплений важкий крейсер «Кінугаса» (належав до загону, який прикривав виділену для бомбардування групу). Після цього «Макігумо» разом з есмінцем «Кадзагумо» провадив порятунок вцілілих членів екіпажу крейсера, а 5 листопада прибув на Шортленд.
16—17 листопада 1942-го «Макігумо» та ще 5 есмінців здійснили перехід до Рабаулу (головна передова база японців у архіпелазі Бісмарка, з якої провадились операції на Соломонових островах та сході Нової Гвінеї) разом з важким крейсером «Тьокай», який був пошкоджений авіацією під час тієї ж битви біля Гуадалканалу. «Тьокай» далі рушив на Трук, а більшість есмінців залучили до операції на Новій Гвінеї, де 16 листопада 1942-го союзники почали наступ на район Буна-Гона (півострів Папуа). Уже 17 листопада «Макігумо» та ще 4 есмінці вирушили у транспортний рейс до Буни, де в ніч проти 18 числа висадили 1500 військовослужбовців. Після цього «Макігумо» ще двічі виходив з Рабаула у транспортні рейси до Буни — 22 та 28 листопада, причому у останньому з них зазнав пошкоджень від близького вибуху бомби (вода, що надходила через пробоїну в корпусі, затопила одне з котельних відділень).
16 грудня 1942-го «Макігумо» разом з двома іншими есмінцями вийшов для супроводу переобладнаного легкого крейсера «Кійодзумі-Мару», який перевозив війська для підсилення бази у Веваку на північному узбережжі Нової Гвінеї (можливо відзначити, що одночасно до цього острова попрямував загін, який мав облаштувати нову базу на схід від Веваку в Маданзі, на північній стороні півострова Хуон). 21 грудня «Макігумо» повернувся в Рабаул, потім перейшов на Трук, а 23—29 грудня 1942-го пройшов на ремонт до Японії.

### Загибель
19—27 січня 1943-го «Макігумо» повернувся до району активних бойових дій на якірну стоянку Шортленд. На той час японське командування вже підготувало операцію з евакуації військ з Гуадалканалу, до якої залучили 20 есмінців. 1 лютого «Макігумо» вийшов для першого евакуаційного рейсу. Незадовго до опівночі вже біля самого острова есмінець був вимушений ухилятись від атаки торпедних катерів та під час цього маневру наскочив на міну, було затоплене допоміжне машинне відділення та вийшло з ладу кермування. Есмінець «Югумо» став побіч з «Макігумо» з метою проведення пошкодженого корабля, який зміг відновити рух зі швидкістю 5 вузлів. Втім, вода надходила в корпус «Макігумо» і він став осідати. Як наслідок, невдовзі віддали наказ полишити корабель і після зняття 264 осіб (ще троє загинули або пропали безвісти) «Югумо» добив «Макігумо» торпедою.